# بين ثورنلي
بين ثورنلي (بالإنجليزية: Ben Thornley)‏ هو لاعب كرة قدم بريطاني في مركز نصف الجناح، ولد في 21 أبريل 1975 في بري ‏ في المملكة المتحدة. شارك مع منتخب إنجلترا تحت 21 سنة لكرة القدم. أما مع النوادي، فقد لعب مع سالفورد سيتي وستوكبورت كونتي ومانشستر يونايتد ونادي أبردين ونادي بلاكبول ونادي بوري ونادي هاليفاكس تاون ونادي ويتون ألبيون وهدرسفيلد تاون.

## وصلات خارجية
- بين ثورنلي على موقع قاعدة بيانات كرة القدم.إي يو (الإنجليزية)
- بين ثورنلي على موقع Soccerbase.com (لاعب) (الإنجليزية)
- بين ثورنلي على موقع عالم كرة القدم.نت (الإنجليزية)